# Arteria pericardiofrenica
L'arteria pericardiofrenica è un ramo lungo e sottile dell'arteria toracica interna.

## Anatomia

### Corso
Le arterie pericardiacofreniche attraversano la cavità toracica,attraversando il pericardio fibroso. L'arteria accompagna il nervo frenico e la vena pericardiofrenica tra la pleura e il pericardio, fino al diaframma.
Si anastomizza con le arterie muscolofreniche e freniche superiori.